# Brahmaea certhia
Brahmaea certhia (tên tiếng Anh: Bướm đêm quạ Trung-Triều Tiên) là một loài bướm đêm thuộc họ Brahmaeidae. Loài này có ở vùng Viễn Đông Nga, bán đảo Triều Tiên và Trung Quốc.
Sải cánh dài 100 mm (3,9 in) to 120 mm (4,7 in).

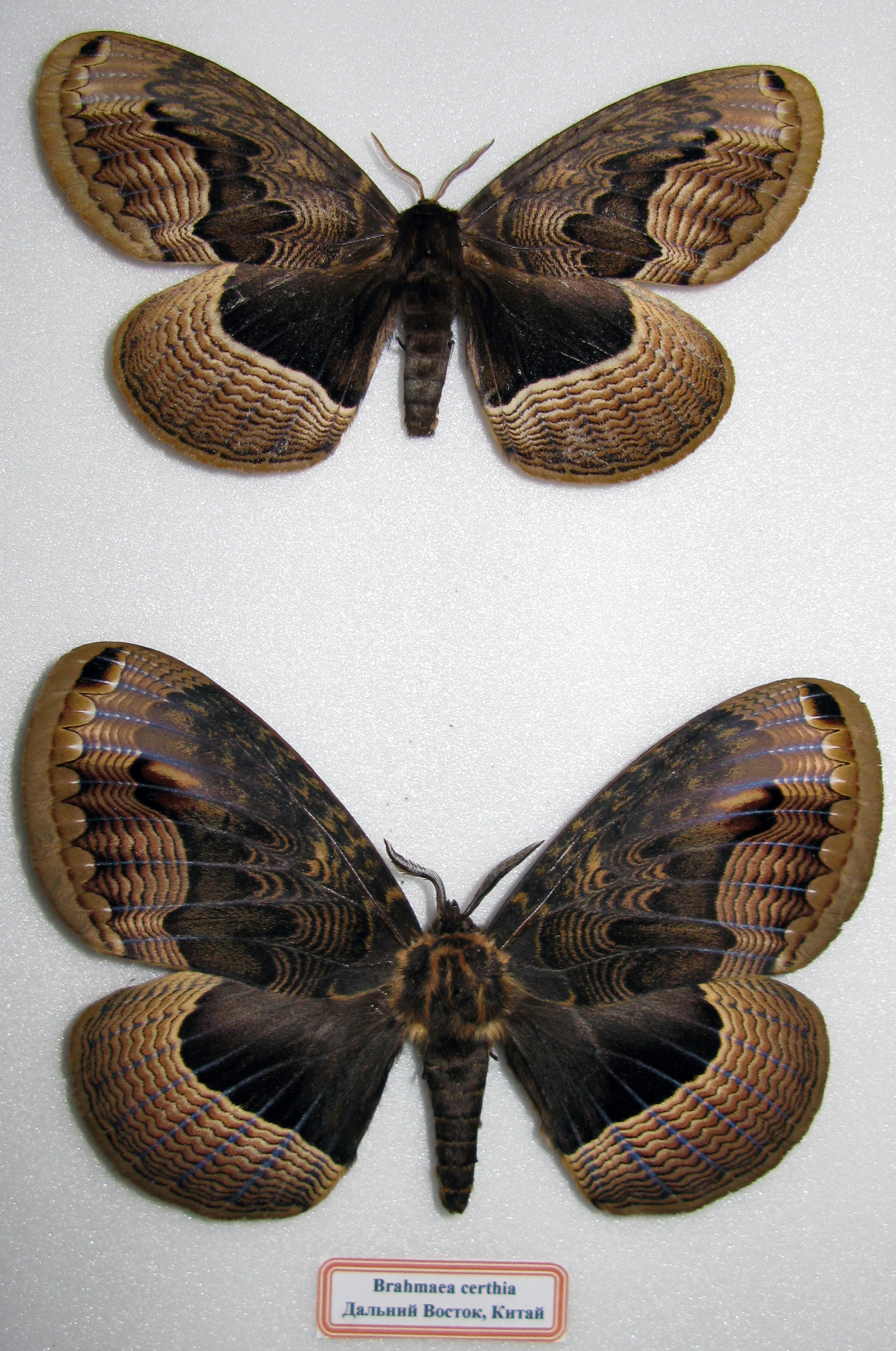
Mounted pair

Ấu trùng ăn Privet, Fraxinus mandshurica và Syringa amurensis.